# Trolejbusy w Kazanłyku
Trolejbusy w Kazanłyku – system komunikacji trolejbusowej działający w bułgarskim mieście Kazanłyk.
Trolejbusy w Kazanłyku uruchomiono w 1987. 11 stycznia 1999 zapadła decyzja o likwidacji sieci.

## Linie
W Kazanłyku istniały 3 linie trolejbusowe.

## Tabor
Do obsługi sieci w Kazanłyku eksploatowanych było 15 trolejbusów typu Daс-Chavdar. W chwili likwidacji tylko 4 trolejbusy nadawały się  do jazdy.